# 341 Skrzydło Rakiet
341 Skrzydło Rakiet (ang. 341th Missile Wing) – jednostka organizacyjna amerykańskich sił powietrznych w skład której wchodzą balistyczne pociski rakietowe LGM-30G Minuteman III.
341 Skrzydło Rakiet stacjonujące w bazie Malmstrom w stanie Montana. Silosy rozmieszczone są w stanie Montana.

## Struktura organizacyjna
W roku 2016:
- dowództwo dywizjonu
- 10 dywizjon rakiet strategicznych
- 12 dywizjon rakiet strategicznych
- 490 dywizjon rakiet strategicznych